# Ida Kiefer
Ida Kiefer (russisch: Ида Кифер; * 5. September 1982 in Utschkeken, Russische Föderation) ist Model, Schauspielerin und Produzentin aus Deutschland mit russisch-französischer Abstammung.

## Leben
Kiefer besuchte die Liebfrauenschule Ratingen und die Hochschule Düsseldorf. Mit 14 Jahren machte sie erste Erfahrungen als Model und stand mit 15 Jahren das erste Mal vor der Kamera für die RTL-Serie Die Sitte.
Weitere Fernsehauftritte folgten bei Alarm für Cobra 11, Der letzte Bulle, Liebe in der Warteschleife und Plötzlich Onkel. Kiefer spricht Deutsch, Russisch und Englisch fließend. 
Seit Januar 2015 arbeitet Kiefer als Produzentin und Regisseurin in Düsseldorf. 

## Filmografie (Auswahl)
- 2003: Die Sitte
- 2003: Feindselig
- 2004: Liebe in der Warteschleife
- 2007: Mein Leben und Ich
- 2008: Paare
- 2008: Oliver Pocher – Bringt ihn heim
- 2008: Alarm für Corba 11
- 2008: Mannsbilder
- 2008: Drei ein Viertel
- 2008: Der letzte Bulle
- 2009: Plötzlich Onkel
- 2016: Aktenzeichen XY
- 2016: Alt Manheim
- 2016: Paranormal Stories
- 2016: World War A – ZDF
- 2018: Keine Sorgen – Haboob
- 2019: Method Actor
- 2019: Haboob – Keine Sorgen
- 2021: Real Proper – Real Zeel